# Wilhelm Lange (ämbetsman)
Georg Wilhelm Lange, född den 12 maj 1870 i Alva församling, Gotlands län, död den 25 september 1949 i Växjö, var en svensk ämbetsman. Han var bror till Karl Lange.
Lange blev student vid Uppsala universitet 1888 och examen till rättegångsverken 1893. Han blev extra ordinarie landskontorist i Västmanlands län 1896, ordinarie landskontorist där 1899, länsbokhållare 1900 och länsassessor 1918. Lange var landskamrerare i Kronobergs län 1921–1936. Han blev riddare av Vasaorden 1921 och av Nordstjärneorden 1928 samt kommendör av andra klassen av sistnämnda orden 1936.